# George Smith (rugbista)
George Benjamin Smith (Sydney, 14 luglio 1980) è un ex rugbista a 15 australiano, in carriera attivo nel ruolo di terza linea ala.
Con 111 incontri è, al 2020, il quinto giocatore australiano per numero di presenze internazionali.

## Biografia
Nativo di Manly, sobborgo di Sydney, Smith, la cui famiglia è di origine tongana e figiana, militò nelle giovanili delle varie squadre dello Stato del Nuovo Galles del Sud; a 19 anni fu ingaggiato dal Manly, squadra afferente alla franchigia dei Waratahs; ciononostante, a metter sotto contratto professionistico Smith furono i Brumbies, compagine della capitale federale Canberra.
Nel 2000 esordì nel Super 12, per i quali disputò, nelle prime sei stagioni, 66 incontri consecutivi.
Il 2000 fu anche l'anno del suo esordio negli Wallabies, a Parigi contro la Francia; tra gli impegni internazionali cui fu presente figurano 9 edizioni consecutive del Tri Nations (dal 2001 al 2009), un tour dei British Lions nel 2001 e la Coppa del Mondo di rugby 2003, in cui l'Australia giunse fino alla finale, poi persa, contro l'Inghilterra; quattro anni più tardi anche la Coppa del Mondo di rugby 2007 in Francia, in cui gli Wallabies incontrarono di nuovo l'Inghilterra, e di nuovo da essa furono sconfitti, nei quarti di finale.
In ambito di club, oltre a vincere due titoli SANZAR con i Brumbies (2001 e 2004), vanta la prima medaglia "John Eales" al miglior giocatore australiano nel 2002, riconoscimento del quale fu il primo plurivincitore sei anni più tardi.
A febbraio 2010 George Smith annunciò il suo ritiro internazionale; tra le principali motivazioni, Smith addusse quella di voler lasciare spazio in nazionale ad altri giocatori più giovani in vista della Coppa del Mondo di rugby 2011 e quella di voler fare un'esperienza in Europa; al termine della stagione 2009-10, infatti, firmò un contratto annuale con i francesi del Tolone; nel dicembre 2010, inoltre, in previsione della scadenza di contratto, decise di seguire il suo vecchio allenatore Eddie Jones in Giappone al Suntory Sungoliath, squadra in cui militò per due stagioni, vincendo il campionato 2011-12.
Al momento del ritiro internazionale Smith aveva collezionato 110 presenze nella Nazionale australiana; più di lui, a tutta la stagione 2011-12, solo George Gregan con 139 presenze.
Nel dicembre 2009 Smith fu invitato dai Barbarians a disputare l'incontro di Twickenham di fine tour contro la Nuova Zelanda; sei mesi più tardi ricevette l'invito per un incontro con l'Irlanda.
Al termine della stagione 2011-12 in Giappone Smith è stato ingaggiato dallo Stade français.

## Palmarès
- Super Rugby: 2
Brumbies: 2001, 2004.
- Top League: 4
Suntory Sungoliath: 2011-12, 2012-13, 2016-17, 2017-18